# Mara Buneva
Mara Buneva (v cirilici Мара Бунева), makedonsko-bolgarska revolucionarka, * 1902, Tetovo, † 14. januar 1928, Skopje. 
Znana je po atentatu na srbskega uradnika Skopske oblasti Velimirja Prelića, po katerem je storila samomor. Danes Buneva v Bolgariji na splošno velja za junakinjo, medtem ko jo v Makedoniji obravnavajo kot kontroverzno bolgarofilko.

## Biografija
Buneva se je rodila leta 1902 v Tetovu v tedanjem Kosovskem vilajetu Osmanskega cesarstva. Njena družina izvira iz vasi Setole. Njen oče Nikola Bunev je bil v času prve svetovne vojne, ko je bilo ozemlje Vardarske Makedonije pod bolgarsko okupacijo, župan Tetova. Buneva je takrat študirala na skopski dekliški gimnaziji.
Leta 1919 se je preselila v Bolgarijo, kjer je študirala na sofijski univerzi in se poročila z bolgarskim častnikom. Leta 1926 se je ločila in se pod vplivom brata Borisa, prav tako nekdanjega častnika bolgarske vojske, pridružila Notranji makedonski revolucionarni organizaciji (VMRO). Kasneje se je po neposrednem ukazu vodje VMRO Ivana Mihajlova v Sofiji usposabljala za izvajanje terorističnih akcij. Leta 1927 se je vrnila v Kraljevino SHS in v Skopju pod pretvezo odprla trgovino.
Tam se ji je uspelo seznaniti z Velimirjem Prelićem, pravnim referentom v upravi Skopske oblasti. Kot visok srbski uradnik je bil Prelić soudeležen pri preganjanju makedonskih Bolgarov, ki so bili negativno nastrojeni do države SHS; bil je tožilec v procesu proti dvajsetim študentom, aretiranih maja 1927 zaradi članstva v Makedonski mladinski tajni revolucionarni organizaciji (MMTRO), zato je VMRO odredila njegov umor. Nekaj po poldnevu 13. januarja 1928 ga je Buneva prestregla na tedanjem nabrežju Vojvode Putnika in ga trikrat ustrelila, nato pa v prsi ustrelila še sebe in se neuspešno poskušala vreči v Vardar. Poškodbam je podlegla naslednjega dne. Policija je njeno truplo pokopala na neznanem kraju. Nekaj dni kasneje je v bolnišnici umrl tudi Prelić, ki so ga pokopali v Skopju.

## Zapuščina
Dejanje Buneve je odmevalo tako v Bolgariji in Evropi kot tudi med makedonsko-bolgarskimi emigranti v Ameriki. Leta 1928 je bila v Torontu ustanovljena prva ženska pomožna podružnica Makedonske patriotske organizacije in se poimenovala po Mari Bunevi. V Bolgariji so jo slavili kot mučenico za svobodo Makedonije. Danes se po njej imenujeta ulici v Sofiji in Blagoevgradu, Bolgarski antarktični inštitut pa je po njej poimenoval celo točko na Antarktiki ("nos Buneva"). Med drugo svetovno vojno, ko je bila Vardarska Makedonija znova pod bolgarsko zasedbo, je bila na mestu smrti Mare Buneve postavljena spominska plošča. To ploščo je oblast socialistične Jugoslavije odstranila.
V začetku 2000-ih so začeli Bolgari iz Severne Makedonije in Bolgarije ob obletnicah njene smrti prirejati komemoracije v Skopju in samovoljno postavljati nove spominske plošče, ki pa jih hitro odstranijo ali uničijo. Ker na komemoracijah redno prihaja do nacionalističnih provokacij – januarja 2007 se je končala s pretepom – je odnos večine Makedoncev do njih negativen. Bolgari na kritike odgovarjajo, da so ponavljajoči se incidenti v Skopju del tamkajšnje protibolgarske kampanje. Po drugi strani so nekatera makedonska nacionalistična združenja poskušala prikazati Bunevo kot etnično Makedonko, junakinjo, ki so si jo Bolgari prisvojili. Nekdanji makedonski premier Ljubčo Georgievski je zatrdil, da biti proti Bunevi pomeni ne imeti ustreznega znanja zgodovine in zagovarjati srbski šovinizem.
Januarja 2024 je izšel bolgarski biografski film o Bunevi z naslovom »Maščevalka« (»Отмъстителката«).